# Science Europe

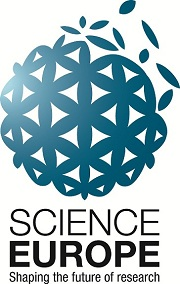

Science Europe ist ein Zusammenschluss großer Forschungsförderungsorganisationen (englisch research funding organisations, RFO) und Forschungsorganisationen (englisch research performing organisations, RPO). Er wurde im Oktober 2011 gegründet und hat seinen Sitz in Brüssel. Seit November 2023 ist Mari Sundli Tveit, Geschäftsführerin des Norwegischen Forschungsrats (RCN), die Präsidentin von Science Europe.
Der Verband will die Zusammenarbeit zwischen seinen Mitgliedern fördern und unterstützt Wissenschaft und Forschung in allen Disziplinen. Er versteht sich als Plattform zur Entwicklung von Positionen zu forschungspolitischen Fragen und zur Übermittlung politischer Botschaften an die europäischen Institutionen, Forscher, nationalen Regierungen und an die Öffentlichkeit.
Die RFO und RPO, aus denen sich Science Europe zusammensetzt, haben sich als gemeinsame Aufgabe gestellt, in einer Welt, in der die wissenschaftlichen Gemeinschaften immer weniger durch nationale Grenzen geprägt sind, exzellente Forschung zu finanzieren und durchzuführen. Für die politische Arbeit von Science Europe wurde 2013 ein sogenannter Fahrplan  (‘’Science Europe Roadmap’’) entwickelt und veröffentlicht. Dieses Dokument beschreibt die strategischen Ziele von Science Europe sowie neun „vorrangige Aktionsbereiche“, in denen die Mitgliedsorganisationen zusammenarbeiten (Siehe #Tätigkeitsbereiche).

## Mitglieder
Die Mitglieder von Science Europe sind folgende Forschungsorganisationen und Forschungsförderorganisationen (Stand Oktober 2024):
- Österreich: FWF – Österreichischer Wissenschaftsfonds, Österreichische Akademie der Wissenschaften (ÖAW)
- Belgien: National Fund for Scientific Research (FRS-FNRS), Research Foundation - Flanders (FWO).
- Bulgarien: Bulgarian Academy of Sciences.
- Tschechien: Czech Science Foundation (GACR).
- Kroatien: Croatian Science Foundation (HRZZ).
- Dänemark: Danish Council for Independent Research (DFF), Danish national Research Foundation (DG).
- Estland: Estonian Research Council (ETAG).
- Finnland: Akademie von Finnland (AKA).
- Frankreich: Agence nationale de la recherche (ANR).
- Deutschland: Deutsche Forschungsgemeinschaft (DFG)
- Ungarn: Hungarian Research Network (HUN-REN), Ungarische Akademie der Wissenschaften (MTA)
- Island: Icelandic Centre for Research (Rannís).
- Irland: Health Research Board (HRB), Irish Research Council (IRC), Science Foundation Ireland (SFI).
- Italien: National Institute for Nuclear Physics (INFN).
- Lettland: Latvian Science Council (LZP).
- Litauen: Research Council of Lithuania (LMT).
- Luxemburg: Fonds National de la Recherche (FNR).
- Niederlande: Nederlandse Organisatie voor Wetenschappelijk Onderzoek (NWO).
- Norwegen: Norwegischer Forschungsrat (RCN).
- Polen: Foundation for Polish Science (FNP), National Science Centre (NCN).
- Portugal: Fundação para a Ciência e Tecnologia (FCT).
- Rumänien: Executive Agency for Higher Education, Research, Development and Innovation Funding of Romania (UEFISCDI).
- Serbien: Science Fund of the Republic of Serbia (SFRS)
- Slowakei: Slovak Research and Development Agency (APVV).
- Slowenien: Slovenian Research and Innovation Agency (ARIS).
- Spanien: Consejo Superior de Investigaciones Científicas (CSIC), Agencia Estatal de Investigación (AEI), Instituto de Salud Carlos III (ISCIII)
- Schweden: Forskningsrådet för hälsa, arbetsliv och välfärd (FORTE), Swedish Research Council for Sustainable Development (FORMAS), Vetenskapsrådet (VR).
- Schweiz: Schweizerischer Nationalfonds (SNF).
- Ukraine: National Research Foundation of Ukraine (NRFU)
- Vereinigtes Königreich: UK Research and Innovation (UKRI).

## Tätigkeitsbereiche
Die Bereiche, in denen Science Europe forschungspolitisch aktiv ist, sind:
- Grenzüberschreitende Zusammenarbeit
- Geschlecht und Vielfalt
- Grüner und digitaler Wandel
- EU-Rahmenprogramme: Horizon 2020 und Horizon Europe
- Innovation und Wirkung
- Open Access zu wissenschaftlichen Veröffentlichungen (einschließlich der Entwicklung und Förderung von Plan S und einem Schwerpunkt auf Diamond Open Access)
- Open Science
- Forschungsbewertung
- Forschungskarrieren
- Forschungsdaten
- Forschungsinfrastrukturen
- Forschungsintegrität

Um diese Politikbereiche herum wurden Arbeitsgruppen und politische Netzwerke  eingerichtet. Science Europe veröffentlicht regelmäßig Positionspapiere, praktische Leitfäden, Umfrageberichte und andere Dokumente zu diesen Themen, die Analysen liefern, Ergebnisse präsentieren und Empfehlungen für Forschungsbeteiligte abgeben.

## EU-Gesetzgebung und Regulierungsfragen
Science Europe ist aktiv in Bezug auf Themen im Zusammenhang mit EU-Gesetzgebung und Regulierungsfragen, die große Auswirkungen auf den Forschungssektor haben. Zu den bearbeiteten Themen gehören:
- Urheberrechtsrichtlinie
- Datenschutz-Grundverordnung
- EU-Tierversuchsrichtlinie (Richtlinie 2010/63/EU)
- Verordnung über den freien Verkehr nicht personenbezogener Daten (Verordnung 2018/1807)
- Überarbeitung der Richtlinie über Informationen des öffentlichen Sektors Richtlinie 2003/98/EG (PSI-Richtlinie)